# مأمون الهضيبي
مأمون الهضيبي (28 مايو أيار 1921 - 9 يناير 2004م) المرشد السادس لجماعة الإخوان المسلمين وهو نجل المستشار حسن الهضيبي ثاني مرشد لجماعة الإخوان المسلمون الذي تولى هذا المنصب من عام 1950 إلى عام 1973.

## حياته
وُلد المستشار القاضي محمد مأمون حسن إسماعيل الهضيبي والمعروف بمأمون الهضيبي بمحافظة سوهاج بصعيد مصر بتاريخ 28 من مايو 1921م، وكانت أسرته أصلاً من عرب الصوالحة - مركز شبين القناطر - محافظة القليوبية، وتنقلت أسرته إلى أماكن متعددة بمصر؛ حيث كان والده يعمل قاضيًا بوزارة العدل المصرية، كما أن والده حسن الهضيبي كان المرشد الثاني لجماعة الإخوان المسلمين في الفترة من 1951م حتى 1973م.

## عمله
- التحق بمراحل التعليم العام المختلفة في مصر حتى تخرج من كلية الحقوق جامعة الملك فؤاد- جامعة القاهرة حاليًا- .
- فور تخرجه عُيِّن وكيلاً للنيابة.
- تدرج في وظائف النيابة العامة ثم عُيِّن قاضيًا.
- تدرج في الوظائف القضائية إلى أن أصبح رئيسًا لمحكمة استئناف القاهرة، وهي آخر عهده بالعمل الحكومي في مصر.
- بعد ذلك عمل بالسعودية وظل بها فترة عاد بعدها ليتفرغ للمشاركة في نشاطات جماعة الإخوان المسلمين.
- كان رئيسًا لمحكمة غزة عام 1956م.

## نشاطاته مع جماعة الإخوان المسلمين
- شارك الهضيبي في أعمال المقاومة الشعبية خلال العدوان الثلاثي على مصر عام 1956 وقد اعتقله جيش الاحتلال الإسرائيلي، ثم انتسب إلى جماعة الإخوان المسلمين وما لبث أن اعتقل في عهد الرئيس جمال عبد الناصر عام 1965 وتنقل بين السجن الحربي وسجن طرة، وبعدها أفرج عنه الرئيس السادات عام 1971م وبعدها رفع دعوى يطالب فيها بحقه في العودة إلى العمل بالسلك القضائي، فأيدت المحكمة دعواه ولكن الحكومة رفضت إعادته لعمله دون إبداء أي مبررات.

## في البرلمان
- رشحته جماعة الإخوان مع مجموعة من أعضائها لانتخابات مجلس الشعب وفاز منهم 36 عضوًا في الدورة البرلمانية عام 1987م، وكان نائبًا عن دائرة الدقي بمحافظة الجيزة، وكان حينها هو المتحدث الرسمي للكتلة الإخوانية في البرلمان، وفي ذلك الوقت تمَّ اختياره نائبًا للمرشد العام والمتحدث الرسمي لجماعة الإخوان المسلمين.

## اختياره مرشدًا عامًا للإخوان المسلمين
- مع مرض وغيبوبة المرشد العام لجماعة الإخوان المسلمين مصطفى مشهور في 29 أكتوبر/ تشرين الأول 2002 إثر نزيف في المخ أصبح مأمون الهضيبي القائم بأعمال المرشد العام بالإنابة.
- وفي مساء يوم الأربعاء 22 من رمضان 1423هـ الموافق 27 من نوفمبر 2002م تم اختياره مرشداً عاماً للإخوان المسلمين، خلفاً للأستاذ مصطفى مشهور ليصبح المرشد السادس لجماعة الإخوان المسلمين.

## وفاته
- تعرض لمشاكل صحية أدخل على إثرها المستشفى لإجراء منظار على القولون، ثم توفي بعد عودته لمنزله في القاهرة.
- شهد جنازته أكثر من 300 ألف صلوا عليه بمسجد رابعة العدوية، وقد أمَّهم في الصلاة د."خالد الهضيبي"، نجله، بينما أمَّهم في صلاة العصر قصرًا- للمسافرين- الأستاذ محمد هلال الذي تولي منصب القائم بأعمال المرشد العام كونه أكبر الأعضاء سنًا حتي يتم انتخاب مرشد جديد.
- سار المشيعون على الأقدام من المسجد مرورًا بطريق النصر، حتى وصلوا إلى مقر النادي الأهلي الجديد بمدينة نصر (شرق القاهرة)، ثم حُمل الجثمان على سيارةٍ خاصةٍ، وخلفها مئات السيارات التي أقلَّت المشيِّعين؛ لدفنه في مقابر عائلته بـ (عرب الصوالحة)، مركز شبين القناطر، بمحافظة القليوبية حيث دفن الفقيد مع والده حسن الهضيبي.

## وصلات خارجية
- أكثر من (300 ألف) صلوا الجنازة على الفقيد «الهضيبي» وتولي محمد هلال مؤقتا منصب القائم بأعمال المرشد، العرب نيوز، جريدة الشعب
- تقرير قناة الجزيرة عن المستشار الهضيبي وجنازته
- مأمون الهضيبي.. موقف الإخوان من مجلس الحكم، قناة الجزيرة، 5 سبتمبر 2003م
- مأمون الهضيبي: نائب المرشد العام لجماعة الإخوان المسلمين - مأمون الهضيبي.. مستقبل الإخوان المسلمين، قناة الجزيرة، 6 نوفمبر 2002م
- المرشد العام للإخوان المسلمين مأمون الهضيبي: لن نتخلى عن اسمنا ولن نقدم تنازلات، الجزيرة نت، 2002م
- المستشار «الهضيبي» السيرة والمسيرة (3/4)، إخوان أون لاين، 22 يناير 2004م